# Пасьєго

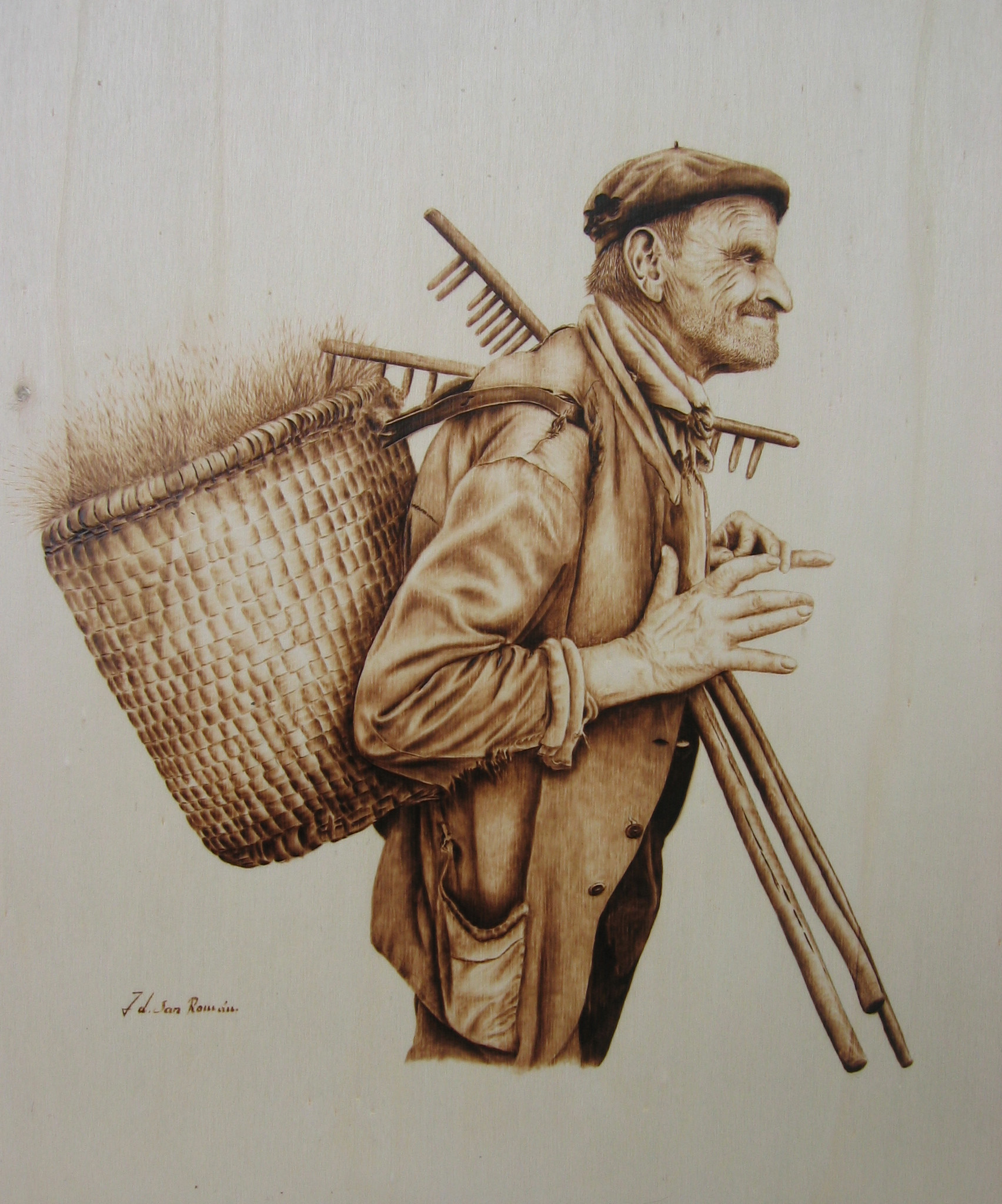
Пасьєго з кошиком

Пасьєго, (ісп. pasiego) — етнографічна група в Іспанії. Термін відноситься до жителів комарки Лос-Вальєс-Пасьєгос в іспанській провінції Кантабрія.

## Історія
Мабуть, вперше пасьєго згадуються в 1011 р у зв'язку з даром графа Санчо Гарсія (Санчо Кастильського) прав на випас в горах Пасьєго (ісп. Montañas pasiegas) поблизу річок М'єр і Пас, а також у ряді інших земель монастирю Сан-Сальвадор-де-Он'я. Починаючи з 1206 значно менший терен в цих горах потрапляє в залежність від Еспіноси до лос Монтерос на підставі королівської грамоти. Навіть у 15 столітті ця місцевість була вельми рідко населена.
У 1861 р Паскуаль Мадос у своєму «Географіко-статистико-історичному словнику Іспанії та її заморських володінь» так писав про людей долини Пас:
Її мешканці, відомі під назвою pasiegos, зазвичай займаються перевезенням мусліну та інших тканин по всіх провінціях Іспанії. Гідні захоплення міцна статура і витривалість пасьєго, які носять на своїх плечах величезні і важкі короби з усіма своїми товарами. Їхній спосіб життя, безсумнівно, вельми суворий, але завдяки йому вони зберігають гарне здоров'я, за що їх нерідко воліють як придворних няньок і для багатьох інших гідних робіт. Проте не можна заперечувати, що пасьєго, як чоловіки, так і жінки, масово займаються контрабандою, і з цієї точки зору завдають серйозної шкоди іспанській економіці. При собі вони нерідко тримають довгий і потужний посох, щоб долати гірські річки і чагарники, обходячи прикордонні застави.

## Звичаї
Пасьєго завжди були суспільством скотарів з чітко окресленими етнографічними характеристиками і географічними межами: високогірні долини Пас, М'єра і річки Пісуенья в Кантабрії і горах Бургоса. У долинах, де мешкають пасьєго, рельєф — крутий і урвистий. Місцевість в геологічному плані має карстовий характер, вкрита лісами і луками. Населення проживає на пастуших фермах. Їхнє господарство ґрунтувалося на розведенні худоби та виробництві молочних продуктів, а також перегоні великих стад з гірських пасовищ в низини.

## Генетика
При тому, що пасьєго завжди представляли собою ізольовану громаду, сучасні генетичні дослідження виявили у них незвично високу для Європи (41%) концентрацію «африканської» Y-хромосомної (тобто передається по чоловічій лінії) гаплогрупи E1b1b1, яка значно рідше представлена у низки інших народів Атлантичного узбережжя. Передбачається, що ця гаплогрупа збереглася в Європі з часів будівництва мегалітів і була успадкована (можливо, через культуру кардіальної кераміки та її нащадків) від афразійських культур допустельного періоду Сахари з регіону Набта-Плайя, де близько 6000 р. до Р. Х. вже був досягнутий високий рівень астрономії і мегалітичного мистецтва. У цьому випадку гаплогрупа E1b1b1 може розглядатися як споконвічно баскська, що переважала у доіндоєвропейського населення на півночі Іберійського півострова.
Також незвично високий відсоток гаплогрупи G середньосхідного походження (виявлена також майже у всіх скелетів популяції узбережжя Руссильона віком 5000 років) і R1a (~ 10%) — остання набагато ширше поширена у Східній, ніж у Західній Європі. Дві останні, можливо, пов'язані з міграціями бронзової доби з Егейського регіону. Або були принесені на Іберійський півострів в пізніший період, в епоху переселення народів племенами вестготів, вандалів і аланів, що просувалися на захід з південних регіонів Східної Європи. Інші гаплогрупи Y-хромосоми, представлені у пасьєго, цілком звичайні для Західної Європи.
Також слід відзначити зв'язок пасьєго з древнім, можливо, палеолітичним населенням західної Європи через мітохондріальні (передаються по жіночій лінії) гаплогрупи U6 (також широко поширені в Африці) і V, які представлені і в інших етнічних груп атлантичної Європи. Передбачається, що носії цих гаплогруп мігрували на північ із закінченням останнього заледеніння, тобто на початку мезоліту. В даний час дані гаплогрупи найчастіше представлені серед лапландців, але у них же — з мінімальною генетичною різноманітністю, що вказує на пізній прихід цих гаплогрупп в даний регіон. Навпаки, найвища генетична різноманітність цих гаплогруп спостерігається на Іберійському півострові, де в епоху палеоліту знаходився франко-кантабрійський культурний регіон.
«Африканські» гени, дещо меншою мірою представлені серед населення Кантабрії, марагатів, і ряду інших етнографічних груп півночі Іспанії, неможливо пояснити присутністю маврів в Іспанії, оскільки саме на півночі Іспанії воно було короткочасним, і маврські війська змушені були незабаром відступити через чвари, які почалися між сирійцями і берберами. З іншого боку, ці гаплогрупи присутні і в інших областях Атлантичної Європи, де ніколи не було ні мусульманських, ні раніших карфагенських завойовників. «Африканські» гени, мабуть, мають раніше походження і пов'язані з доіндоєвропейськими атлантичними культурами будівельників мегалітів, що походять від культури кардіальної кераміки епохи раннього неоліту
.

## Діалект
Пасьєго говорять на східному кантабрійському діалекті (деякі лінгвісти сприймають цей діалект як окрему романську мову), що зазнала вплив центральної астурійської мови, засвоївши з неї, наприклад, метафонію: пасьєго il pirru — ісп. El perro «собака», але не в множині: пасьєго lus perrus — ісп. Los perros «собаки», а також перехід кінцевого «a» в закритий стан: пасьєго les vaques — ісп. Las vacas «корови». Вплив кастильскої мови виявляється у втраті аспірації «h» в ряді слів. Вплив баскської мови обмежується кількома синтаксичними кальками і лексичними запозиченнями, наприклад, пасьєго cuatru vaintis букв. «Чотири двадцятки» — ісп. Ochenta «вісімдесят». Для незліченних іменників використовується «середній матеріальний рід» (es:neutro de materia): пасьєго ñevi frescu — ісп. Nieve fresca «свіжий сніг».